# Thomaskirche (Straßburg)

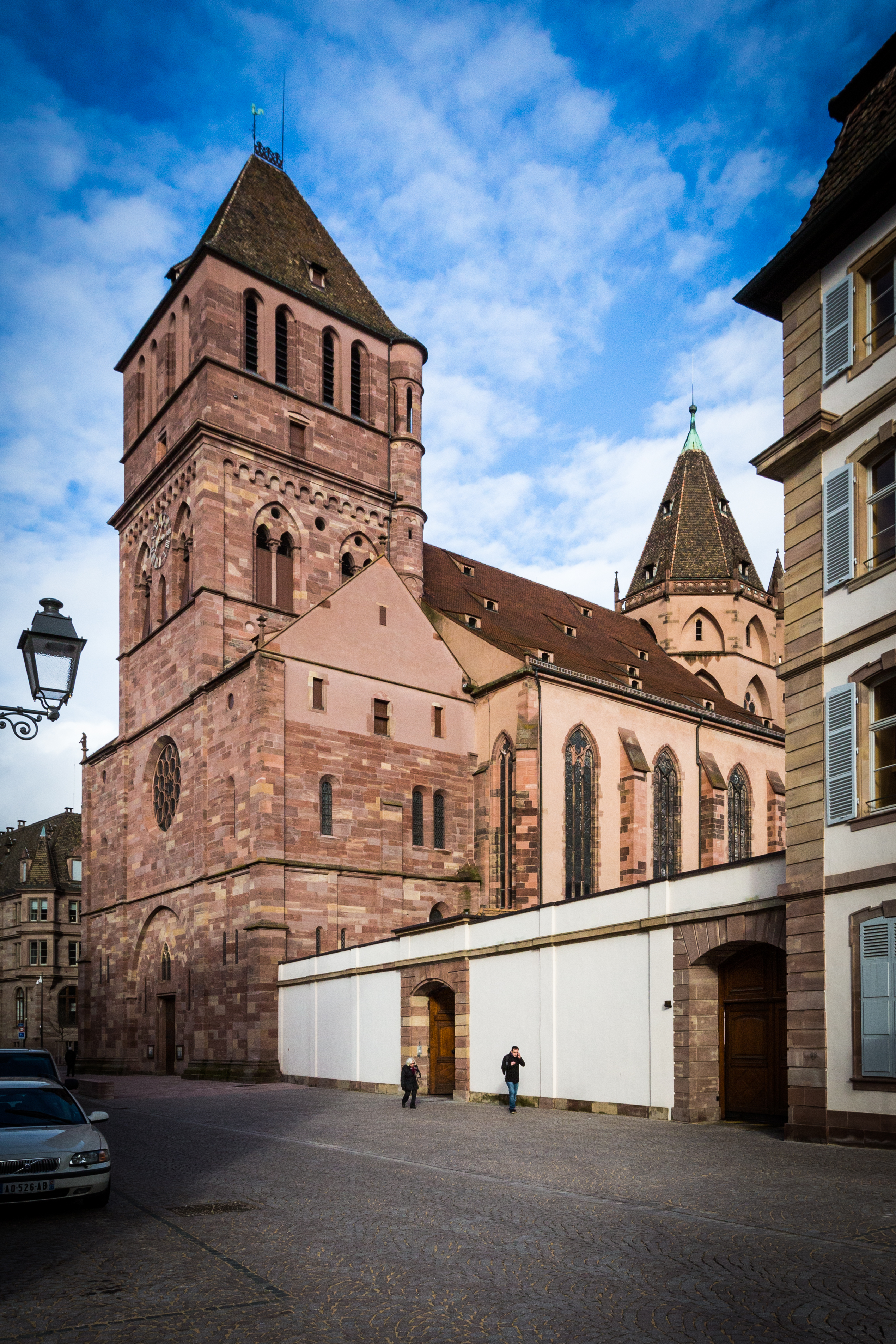
Fassaden- und Vierungsturm

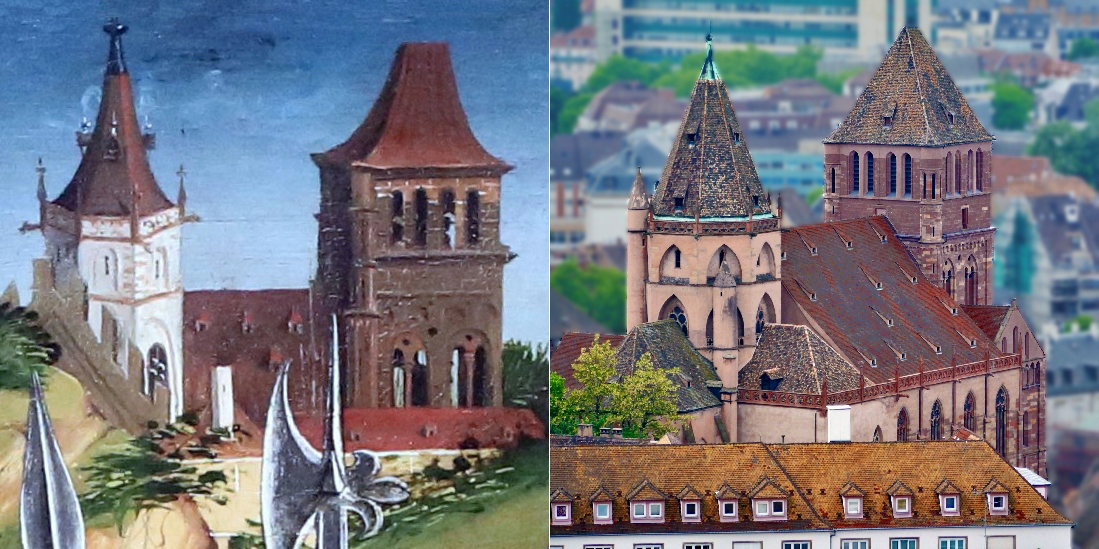
Ansicht um 1450 (aus einem Gemälde des Meisters der Karlsruher Passion) und 2015

Die lutherische Thomaskirche (französisch Église Saint-Thomas) ist eine der kulturgeschichtlich und architektonisch bedeutendsten Kirchen Straßburgs. Seitdem das Straßburger Münster 1681 nach der Besetzung Straßburgs durch Frankreich im Rahmen der Reunionspolitik König Ludwigs XIV. den Katholiken zurückgegeben werden musste, ist die Thomaskirche die lutherische Hauptkirche der gesamten Region, der Protestantischen Kirche Augsburgischen Bekenntnisses von Elsass und Lothringen. Die Kirche ist auch für ihre Orgel von Johann Andreas Silbermann aus dem Jahr 1741 berühmt.

## Geschichte
Um das Jahr 600 wurde am heutigen Standort ein Benediktinerinnenkloster mit Kirche gegründet, das dem Apostel Thomas gewidmet war. Im 9. Jahrhundert ließ Bischof Adalog (817–822) einen prächtigen Kirchenneubau samt angrenzender Schule errichten. Beide brannten 1007 durch Blitzeinschlag ab. Nach dem Wiederaufbau wurde das Kloster 1031 in ein Kollegiatstift umgewandelt. Zu einem erneuten verheerenden Brand durch Blitzeinschlag kam es 1144. Mithilfe eines Ablassprivilegs begann 1196 von der Fassade an der Neubau, der romanische Massivität mit frühgotischen Details verbindet. So zeigt der Querbau einerseits geschlossenes Mauerwerk mit kleinen Fensteröffnungen, andererseits eine fortschrittliche Fensterrose, und der Turm koppelt gedrungene Proportionen und Rundbogenfriese mit frühgotischen Fenstern. Um 1270/1280 entstanden der Chor und das Querhaus mit dem Vierungsturm in gotischen Formen. Darauf folgte der Bau des Langhauses als Hallenkirche bis etwa 1330. Die Bauarbeiten endeten 1521 mit Seitenkapellen im Stil der Spätgotik.

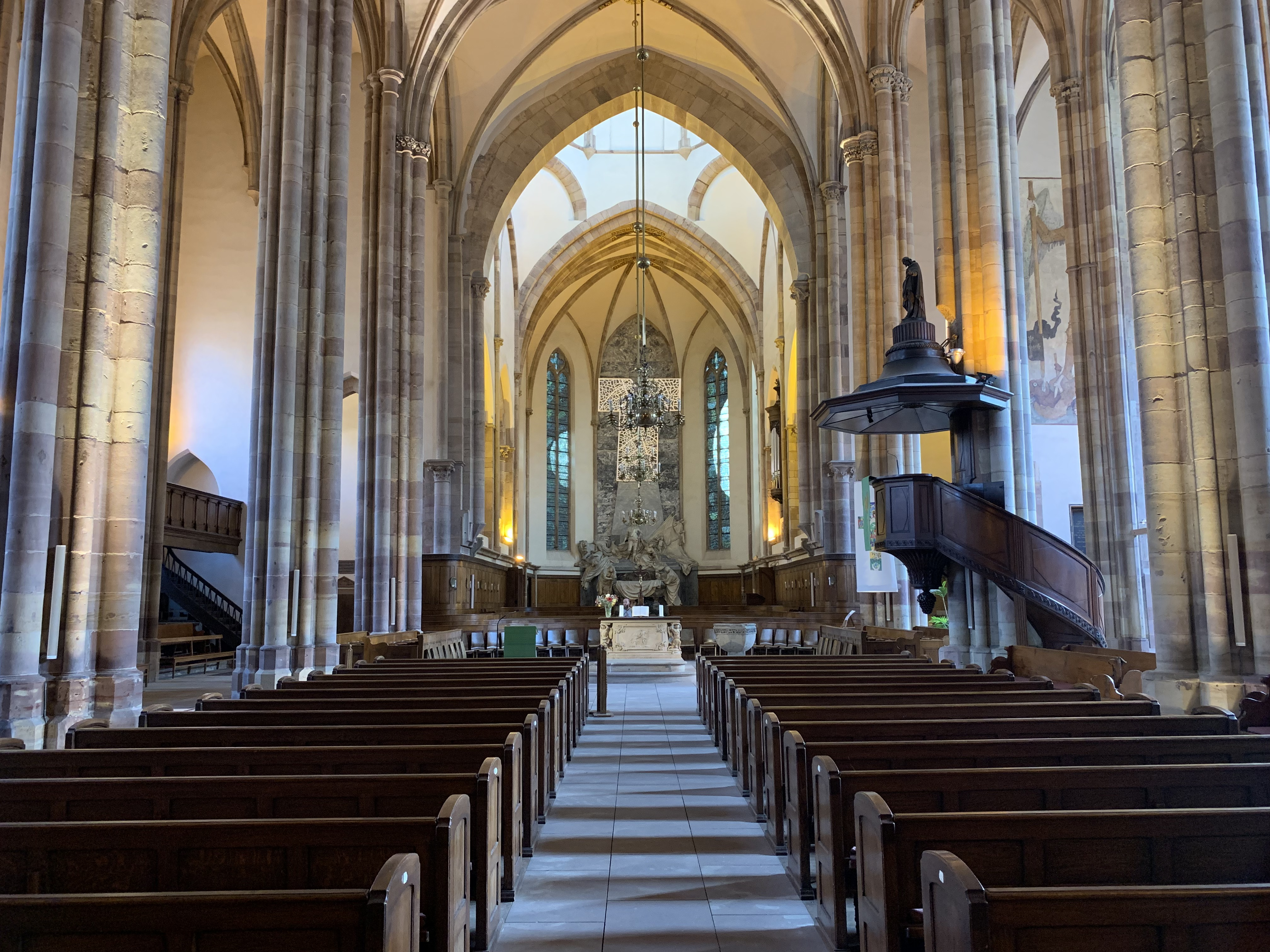
Langhaus zum Chor
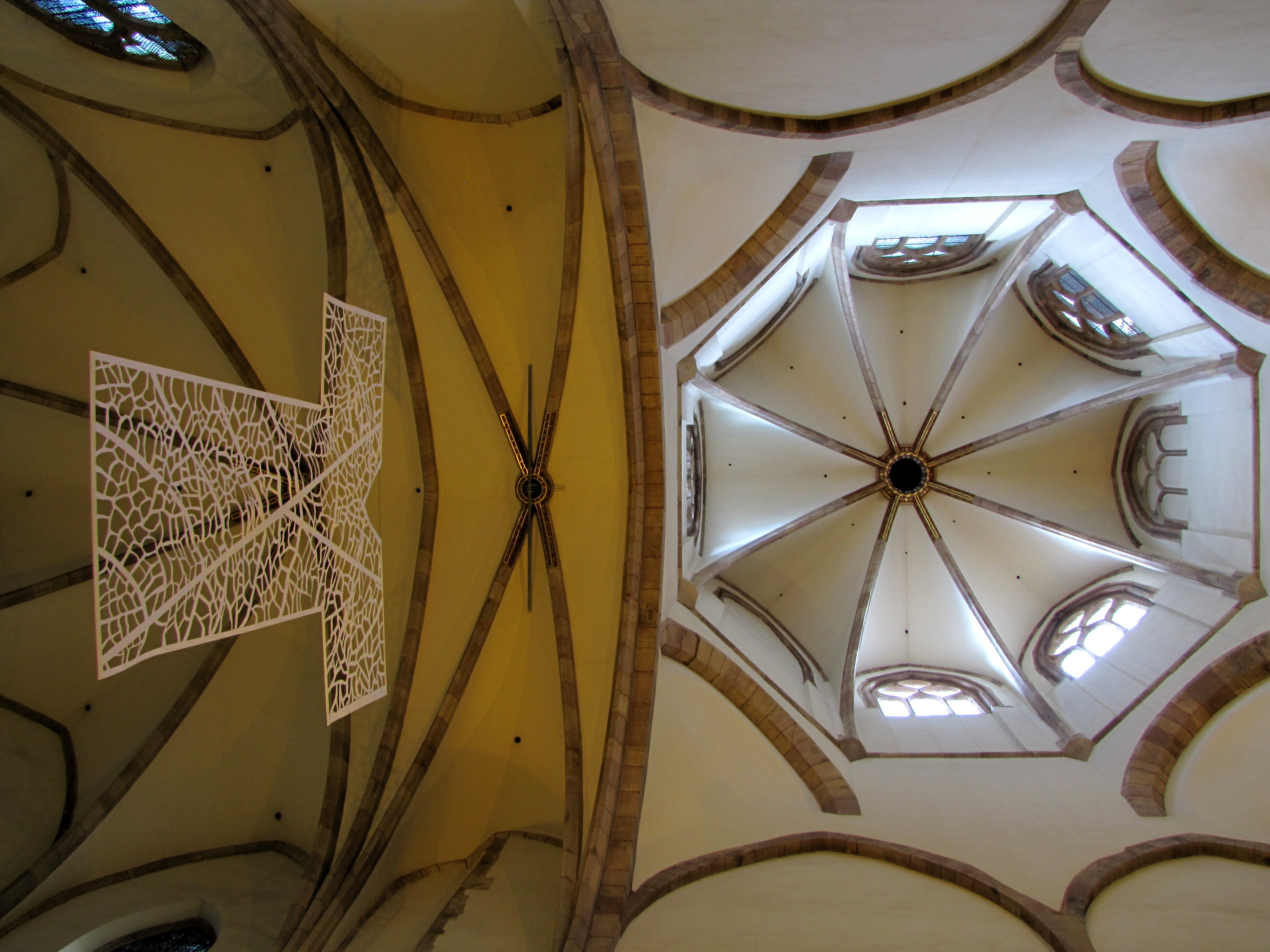
Chorgewölbe und Kuppel
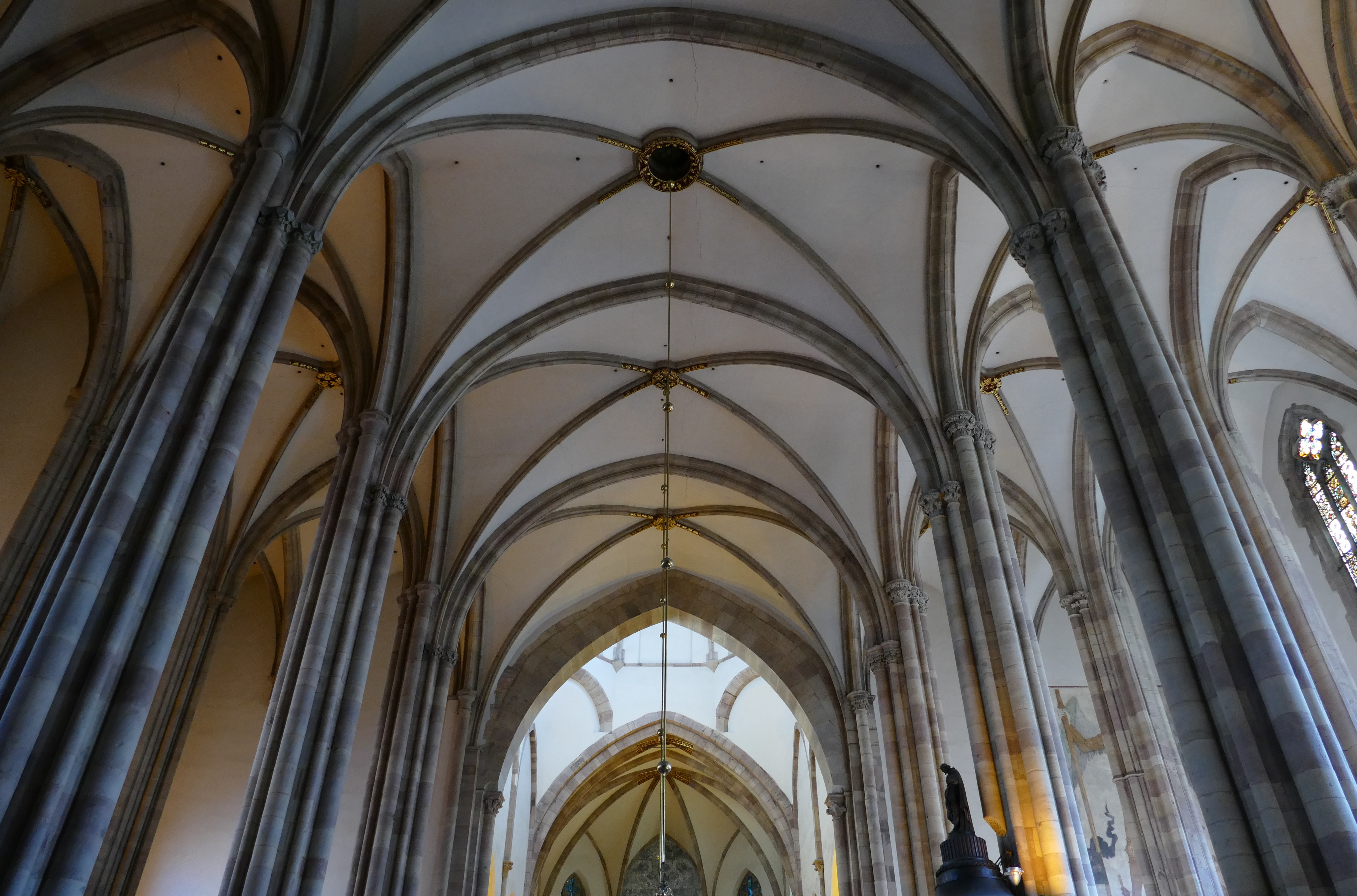
Fünfschiffige Halle

1524 wurde die Kirche dem lutherischen Glauben zugewiesen (Martin Bucer diente hier als Pastor), diesen Status konnte sie trotz der Annexion des Elsass durch das katholische Frankreich behaupten.

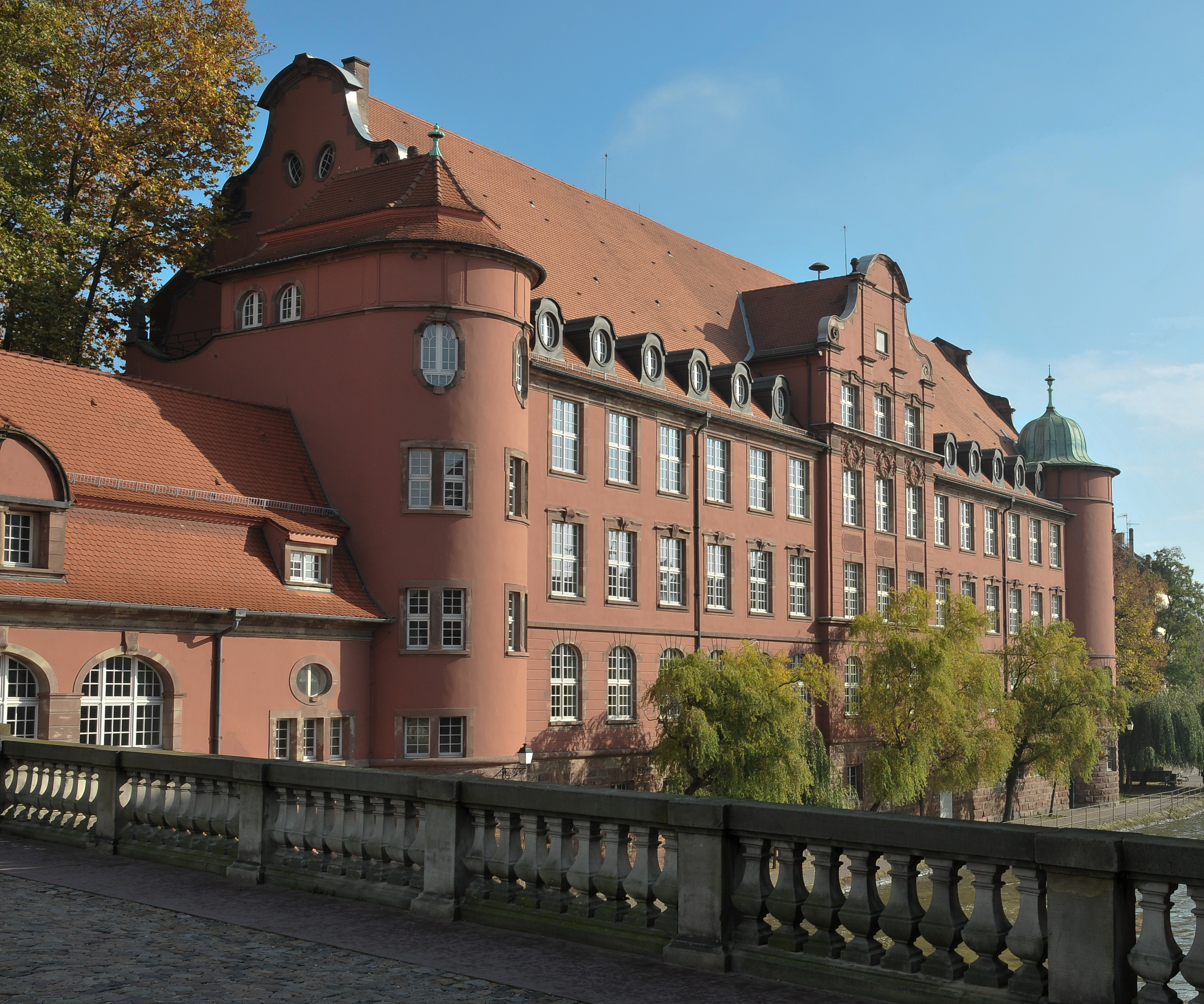
Die Thomasschule (École Saint-Thomas)

Das Kollegiatstift („Kapitel“) mit seinen Besitzungen und Einkünften blieb als lutherische Institution bestehen. Die Stiftungspfründen kamen jetzt den beiden Pastoren sowie den Professoren der Universität zugute. Heute noch verwaltet das Chapitre de Saint-Thomas mehrere Grund- und Hauptschulen (École Saint-Thomas, Foyer Jean Sturm …) sowie den im angrenzenden Barockgebäude untergebrachten Séminaire protestant.
Die Thomaskirche spielte eine entscheidende Rolle in der älteren liturgischen Bewegung als der Ort, an dem Friedrich Spitta ab 1888 neue Gottesdienstformen erprobte und den Akademischen Kirchenchor begründete. Ab 1893 kam Julius Smend als regelmäßiger Prediger hinzu. 1894–1899 wurde hier das Gesangbuch für das Reichsland Elsaß-Lothringen entwickelt.
Am 7. Mai 2006 wurde in der Thomaskirche die Gründung der Union Protestantischer Kirchen von Elsass und Lothringen zelebriert.

## Architektur

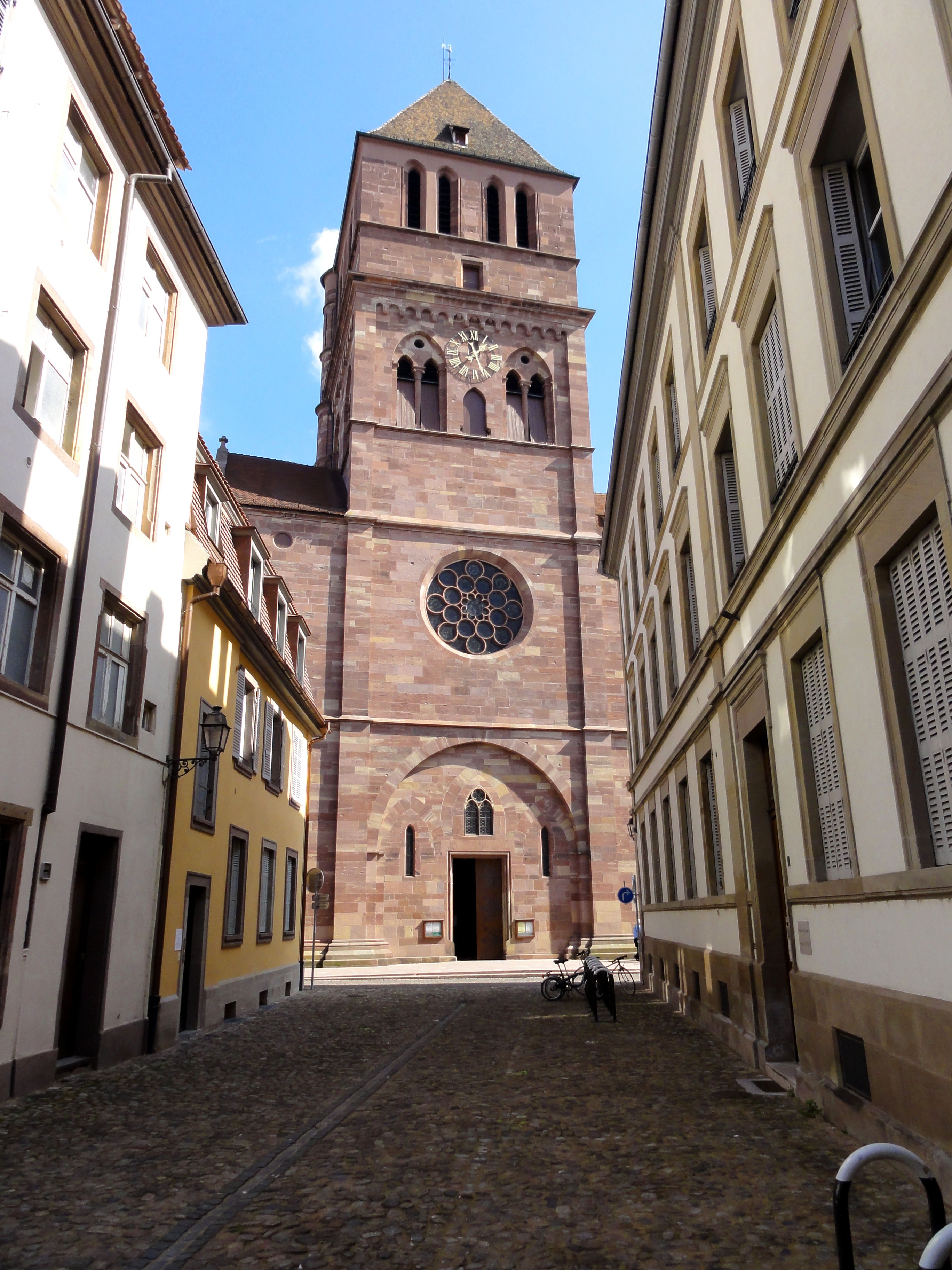
Westfassade: feingliedriges Rosenfenster, frühgotische Schallluken, interessante Portalzone

Die Thomaskirche ist eine fünfschiffige Hallenkirche, das älteste Bauwerk dieser Art auf damals südwestdeutschem Gebiet. Die Innenlänge beträgt etwa 65 Meter, die Innenhöhe etwa 22 Meter (etwa 30 Meter unter der spätgotischen Vierungskuppel), die Innenbreite etwa 30 Meter. An der Seite des linken äußeren Seitenschiffs sind Emporen angebracht. Rechts und links von der Chorapsis befinden sich abgetrennte, spätgotische Kapellen.

### Westfassade
Die Westfassade verdient genaue Betrachtung, denn sie enthält einige zu ihrer Bauzeit teils für das Rheingebiet, teils überhaupt fortschrittliche Details: Die abgesehen vom später erneuerten obersten Geschoss jüngsten Öffnungen, die Schallluken des unteren Glockengeschosses, sind frühgotisch, Biforien mit Zusatzokulus, runde Mittelstützen mit ziemlich kelchförmigen Kapitellen. Das nur aus Ringen bestehende Maßwerk der Rose ist feingliedriger als damalige Konstruktionen im französischen Ursprungsgebiet der Gotik. Der Überfangbogen der Portalzone ist nur angedeutet spitzbogig, aber innerhalb gibt es zwei sehr spitze Lanzettfenster, interessanterweise mit Monolithaufliegern, und mehrere Spitzbögen ohne Relief im Mauerverband. Das kleine Spitzbogenfenster über der Tür enthält passend zur Rose feingliedriges Maßwerk. Im Material mag es teilweise erneuert sein, aber Gestalt und Kontext legen nahe, dass sie der ursprünglichen entsprechen. Es ist 10 bis 15 Jahre älter als die Chorumgangskapellen der Kathedrale von Reims, mit denen in überregionaler Sicht der Beginn feinen Maßwerks in aufrechten Fenstern angesetzt wird. Die Stäbe sind zarter als in Reims, aber im Unterschied zu dort nicht mit Kapitellen geschmückt, so wie die Vormaßwerke an den Kathedralen von Chartres und von Soissons, beide wie St. Thomas um 1200 begonnen.

## Ausstattung

### Grabmäler

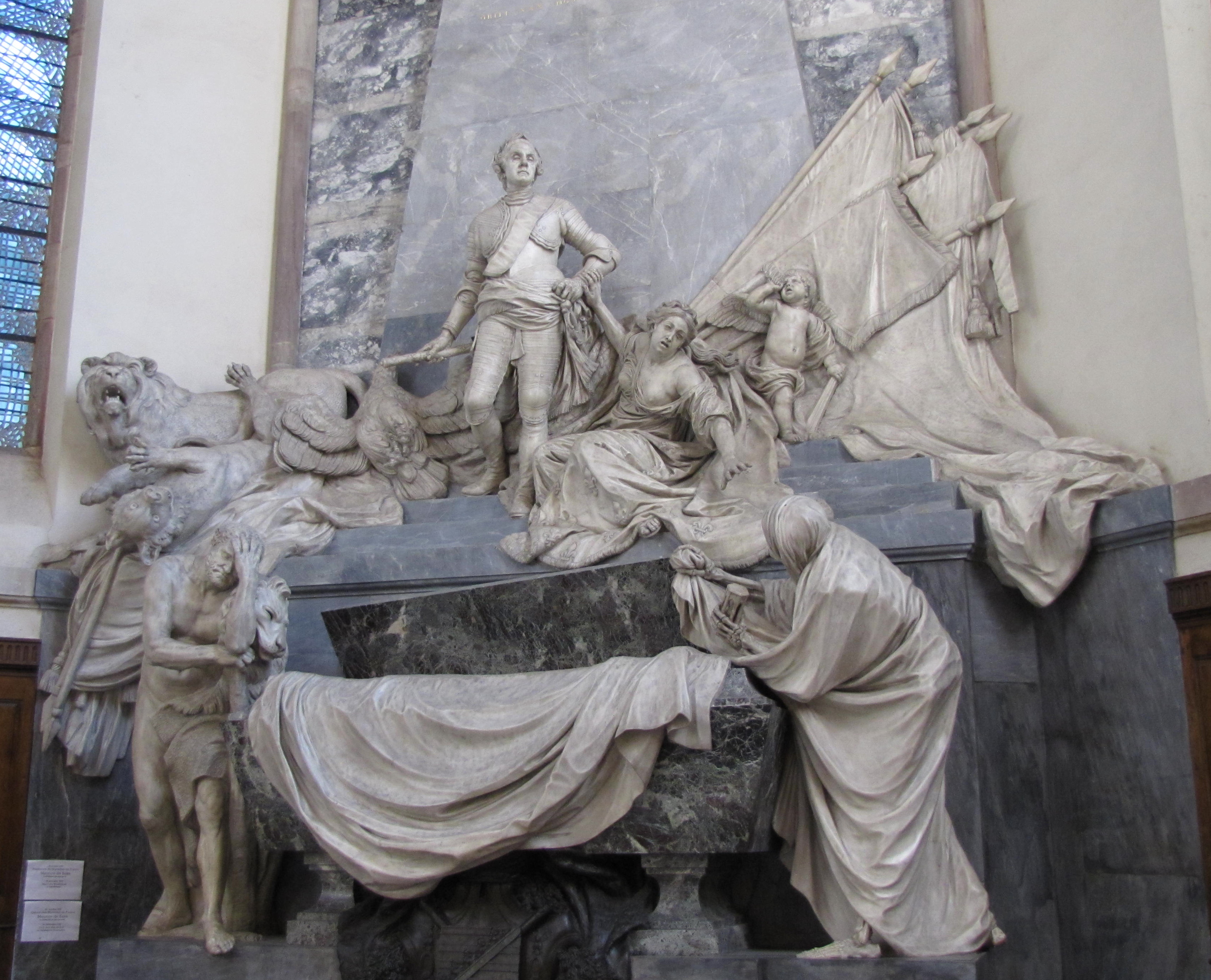
Grabmal von Moritz von Sachsen

In der Kirche befinden sich etliche Grabdenkmäler aus der Zeit von 1130 bis 1850, darunter zwei Werke von Landolin Ohmacht. Am berühmtesten sind der reich verzierte romanische Sarkophag (1130) des Bischofs Adeloch und das riesige spätbarocke Mausoleum (1777) des Marschalls Hermann Moritz von Sachsen, ein Werk des Pariser Bildhauers Jean-Baptiste Pigalle. Der Marschall durfte aufgrund seines lutherischen Glaubens nicht in der französischen Hauptstadt bestattet werden. Unter den zahlreichen anderen sehenswerten Denkmälern fällt die Renaissance-Grabplatte (1510) eines Nikolaus Roeder von Tiersberg auf, die auf realistische Weise seinen verwesenden Kadaver darstellt. Roeder hatte die lebensgroße Ölberg-Skulpturengruppe (1498) gestiftet, die heute im nördlichen Querschiff des Straßburger Münsters aufgestellt ist.

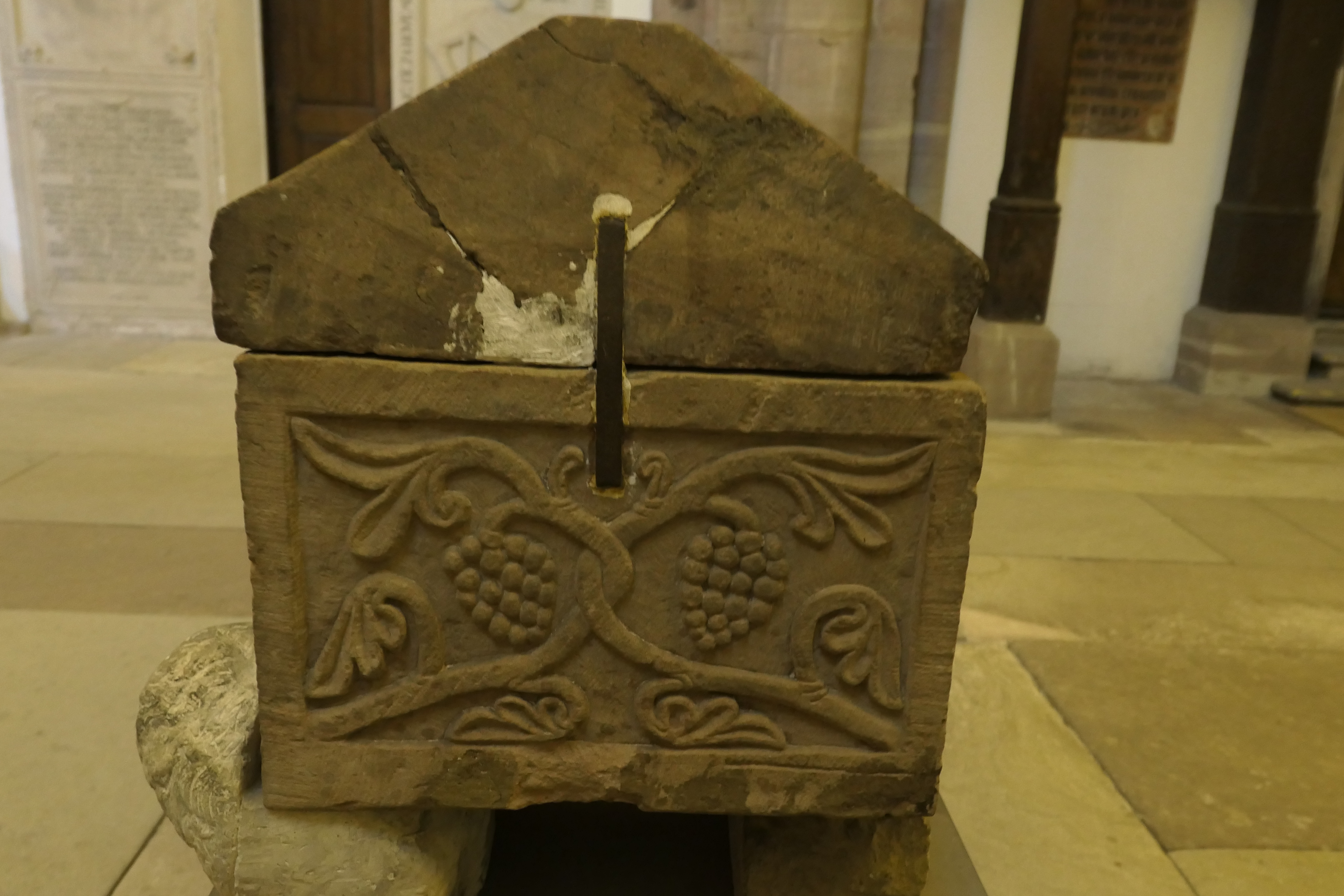
Sarkophag aus heimischem Sandstein für den Straßburger Bischof des 9. Jahrhunderts Adeloch um 1130. Ein Werk des Meisters des Eschauer Kreuzgangs. Weinranken Stirnseite
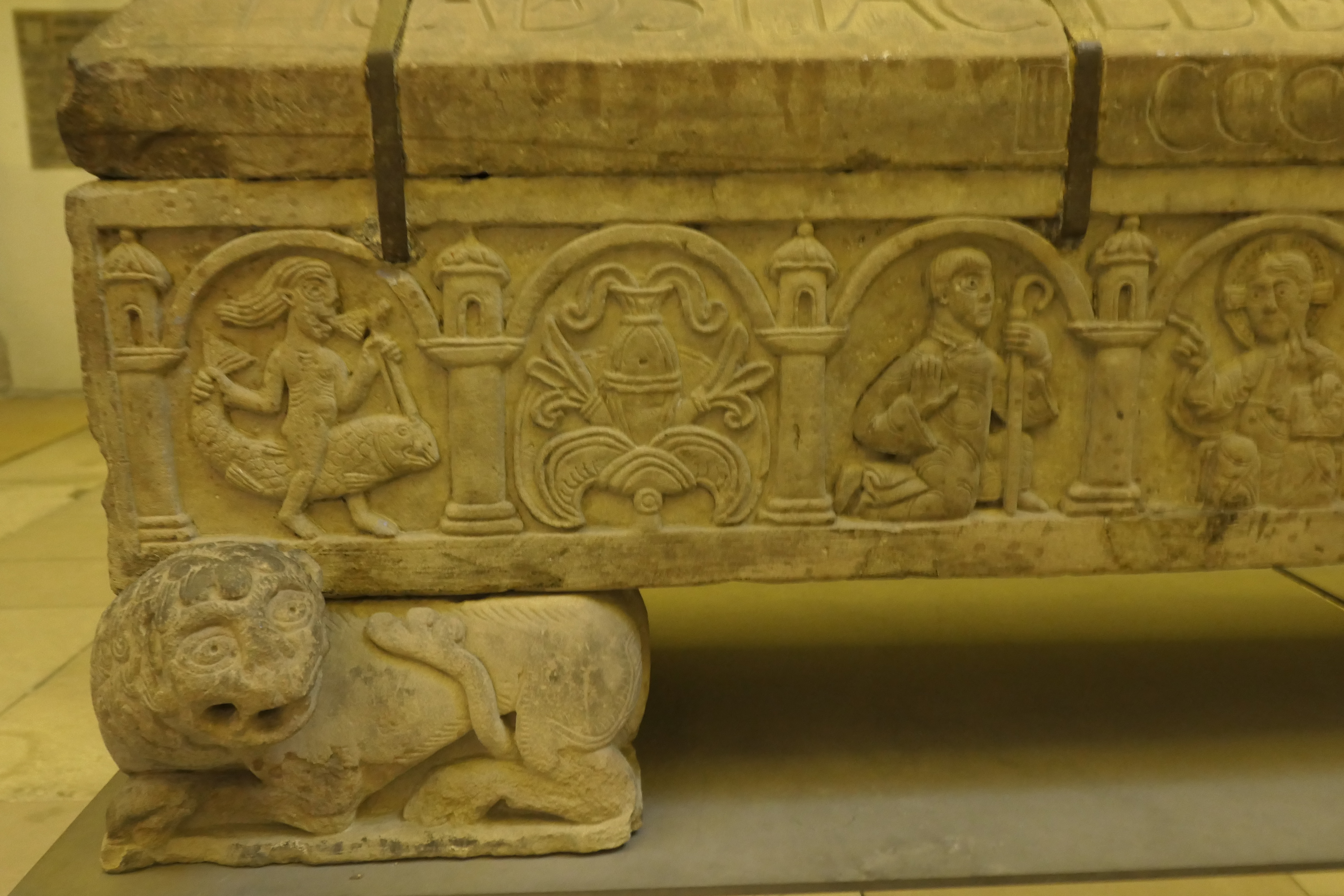
Vorderseite mit Arkaden und Motiven des 9. Jahrhunderts wie eine Nereide auf einem Fisch. Der Sarkophag ruht auf vier kleinen Löwen.
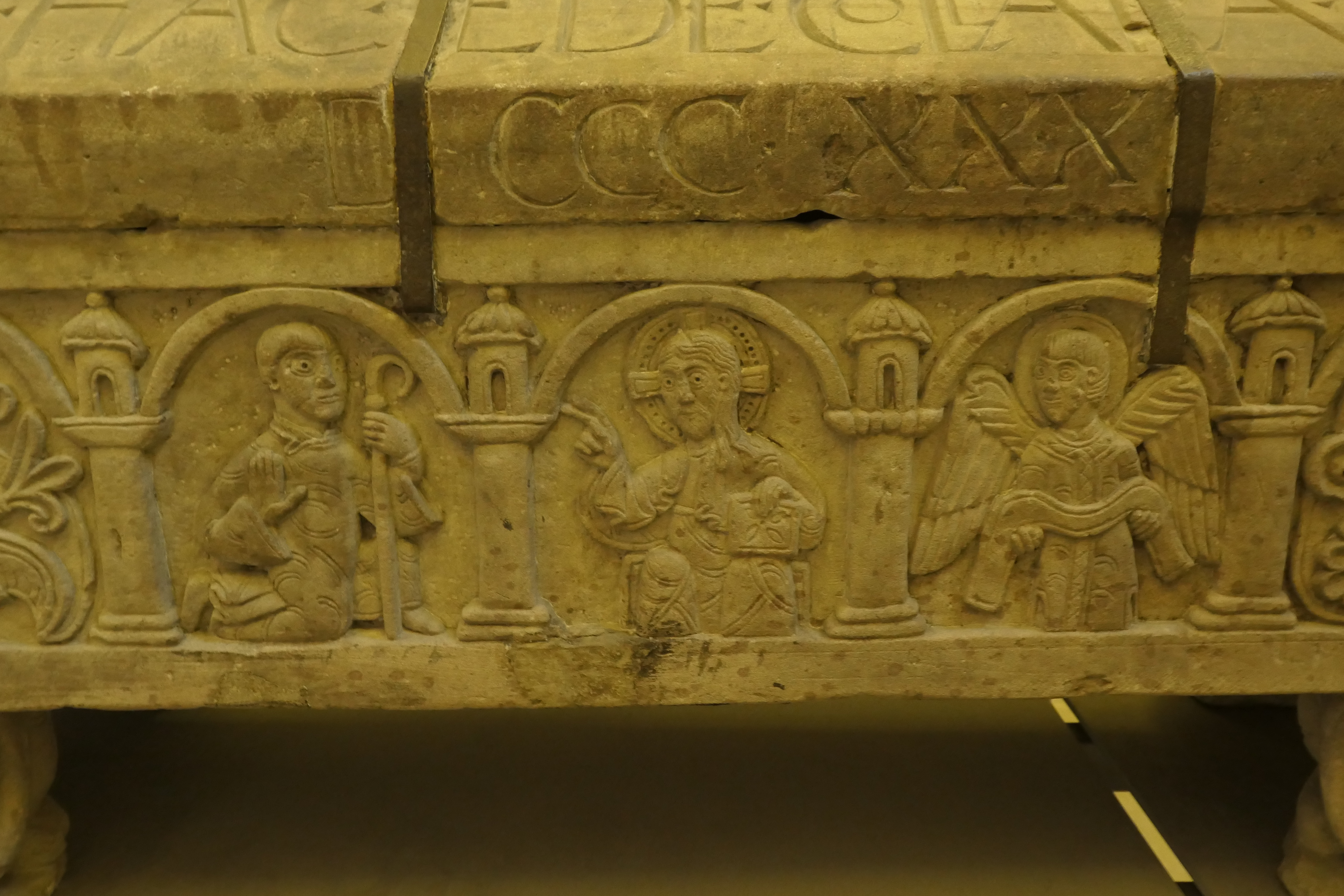
Die Säulen der Arkaden sind als Ädikulä ausgeführt. In den mittleren Feldern der kniende Bischof Adeloch (mit Stab) vor dem segnenden Christus und einem Engel. Deckel laut Inschrift aus dem Jahr 830.

### Fresken

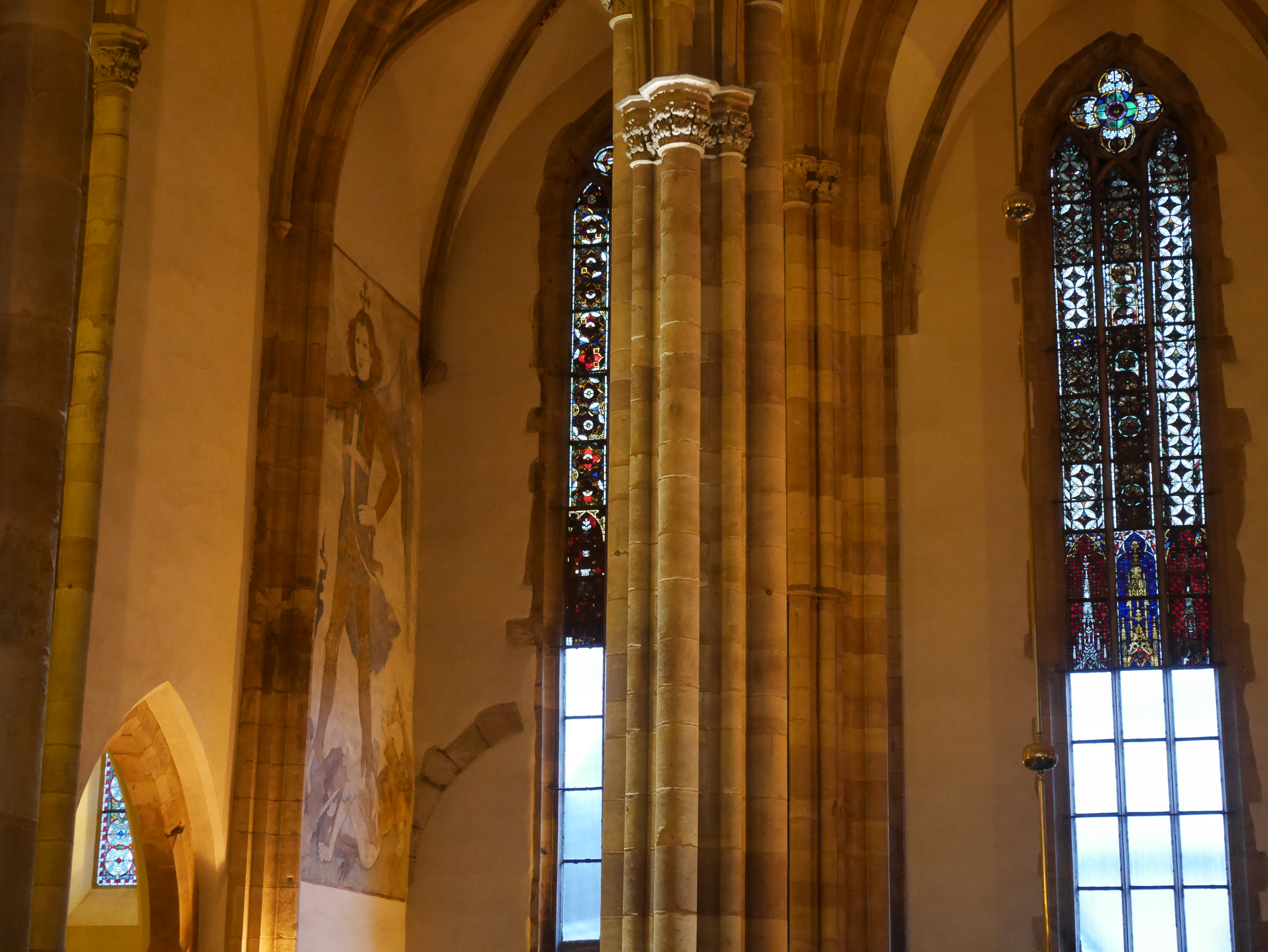
Fresko des heiligen Michael

Eine spätgotische Darstellung des heiligen Michaels im rechten Kirchenschiff gehört nach jener des heiligen Christophorus in der Kirche St. Peter und Paul in Wissembourg zu den größten ihrer Art in Frankreich.

### Glasfenster
Von den mittelalterlichen Bleiglasfenstern ist nur die mehrfach restaurierte Fensterrose der Fassade in all ihren Feldern erhalten. Von den großen Langhausfenstern ist nur noch der obere Teil zu sehen, der auf aufwändige Weise architektonische und pflanzliche Motive darstellt. Die ehemals darunter befindlichen Heiligendarstellungen wurden im 16. Jahrhundert durch protestantische Bilderstürmer zerstört. Die Chorfenster sind zeitgenössischen Stils.

### Orgeln

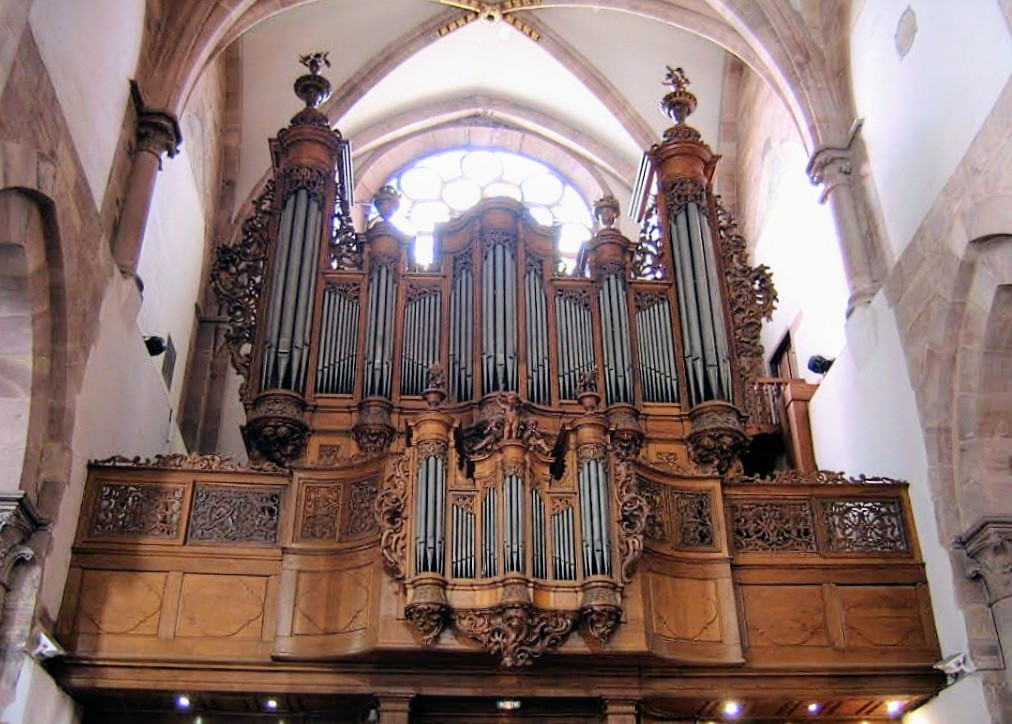
Die Hauptorgel von Johann Andreas Silbermann, 1741

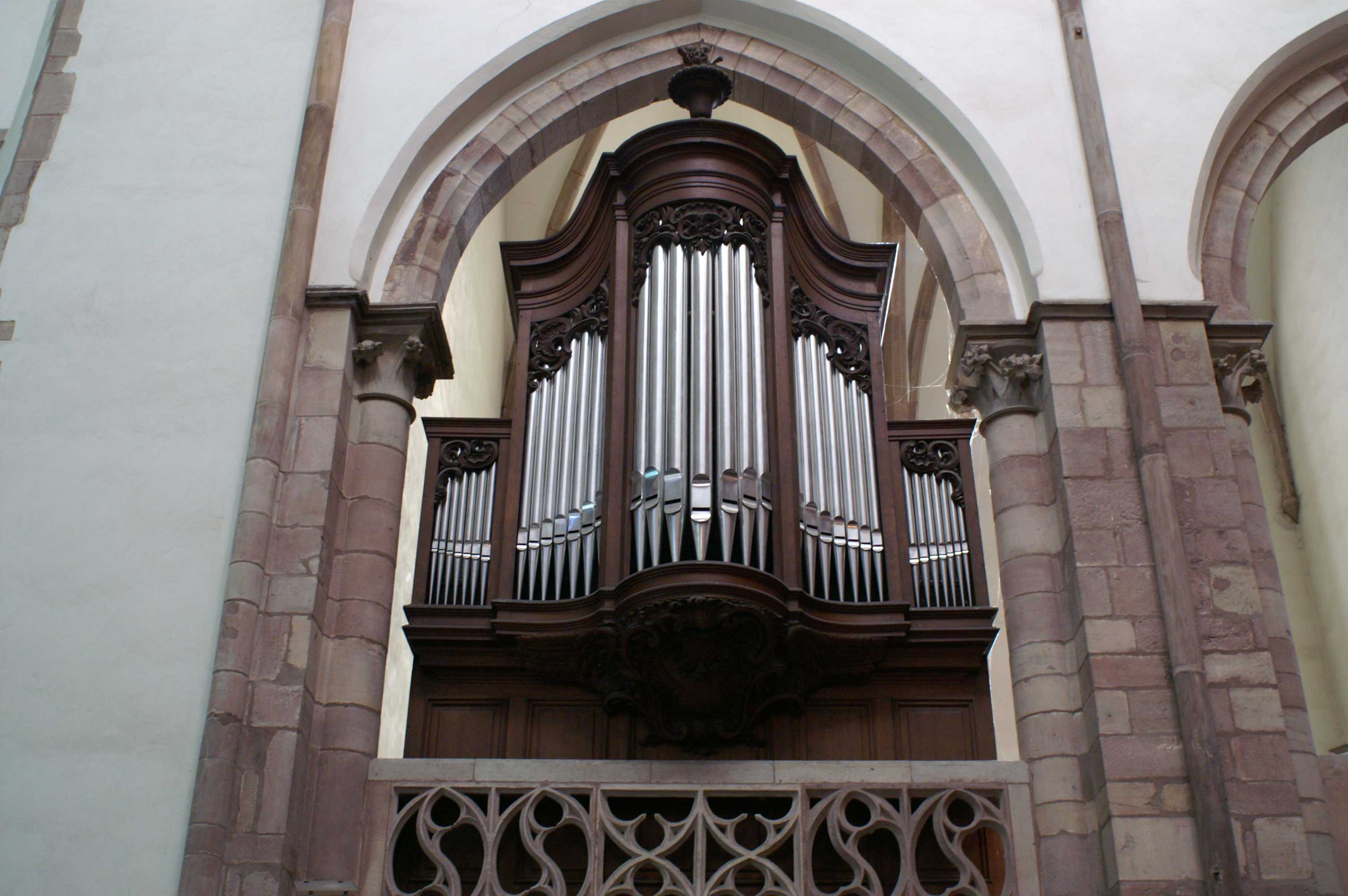
Chororgel von Dalstein-Haerpfer nach Plänen von Albert Schweitzer, 1905

Die Kirche ist international bekannt für ihre historisch und musikalisch bedeutenden Orgeln: Die 1979 von Alfred Kern in Annäherung an das Original restaurierte Silbermann-Orgel von 1741, auf der bereits Wolfgang Amadeus Mozart 1778 spielte, und die 1905 vom Orgelbauer Fritz Haerpfer nach Plänen von Albert Schweitzer angefertigte und 1906 eingebaute Chororgel. Die Silbermann-Orgel hat heute 38 Register auf drei Manualen und Pedal.
Disposition der Hauptorgel
| I Positif de Dos C–c3 |                |        |
| 1.                    | Bourdon        | 08′    |
| 2.                    | Prestant       | 04′    |
| 3.                    | Flûte          | 04′    |
| 4.                    | Nasard         | 2 ⁄3′  |
| 5.                    | Doublette      | 02′    |
| 6.                    | Tierce         | 1 3⁄5′ |
| 7.                    | Fourniture III | 01′    |
| 8.                    | Cromorne       | 08′    |

| II Grand Orgue C–c3 |               |        |
| 09.                 | Bourdon       | 16′    |
| 10.                 | Montre        | 08′    |
| 11.                 | Bourdon       | 08′    |
| 12.                 | Prestant      | 04′    |
| 13.                 | Nasard        | 2 ⁄3′  |
| 14.                 | Doublette     | 02′    |
| 15.                 | Tierce        | 1 3⁄5′ |
| 16.                 | Cornet V      |        |
| 17.                 | Fourniture IV | 01′    |
| 18.                 | Cymbale III   | 01′    |
| 19.                 | Trompette     | 08′    |
| 20.                 | Clairon       | 04′    |
| 21.                 | Voix humaine  | 08′    |

| III Echo C–c3 |             |       |
| 22.           | Bourdon     | 08′   |
| 23.           | Salicional  | 08′   |
| 24.           | Prestant    | 04′   |
| 25.           | Flûte       | 04′   |
| 26.           | Doublette   | 02′   |
| 27.           | Larigot     | 1 ⁄3′ |
| 28.           | Flageolet   | 01′   |
| 29.           | Cornet IV   |       |
| 30.           | Cymbale III | 02⁄3′ |
| 31.           | Trompette   | 08′   |
|               | Tremblant   |       |

| Pédale C–d1 |             |        |
| 32.         | Soubasse    | 16′    |
| 33.         | Octavebasse | 08′    |
| 34.         | Quinte      | 5 1⁄3′ |
| 35.         | Prestant    | 04′    |
| 36.         | Bombarde    | 16′    |
| 37.         | Trompette   | 08′    |
| 38.         | Clairon     | 04′    |

- Koppeln: I/II, III/II, II/P, III/P

Disposition der Chororgel
| I Grand Orgue C–g3 |                          |     |
| 1.                 | Bourdon                  | 16′ |
| 2.                 | Montre                   | 08′ |
| 3.                 | Bourdon                  | 08′ |
| 4.                 | Viole de Gambe           | 08′ |
| 5.                 | Octave                   | 04′ |
| 6.                 | Mixture-Cornet III-V rgs |     |

| II Récit C–g3 |                  |    |
| 07.           | Geigenprincipal0 | 8′ |
| 08.           | Floete amabile   | 8′ |
| 09.           | Salicional       | 8′ |
| 10.           | Voix céleste     | 8′ |
| 11.           | Trompette        | 8′ |

| Pédale C–f1 |          |     |
| 12.         | Soubasse | 16′ |

- Koppeln: II/I, I/P, II/P

### Glocken
Vier neue Glocken goss die Glockengießerei Bachert aus Karlsruhe. Die Glocken wurden am 29. Mai 2009 gegossen und am 6. September 2009 eingeweiht. Sie ergänzen die historische, 1783 umgegossene große Glocke, die nur noch zu außergewöhnlichen Anlässen läutet sowie die kleinere Vater-Unser-Glocke aus dem Jahr 1810; beide Werke der Straßburger Glockengießerei Edel.
| Nr. | Bezeichnung      | Gussjahr | Gießer                  | Durchmesser (mm) | Masse (kg) | Schlagton (HT-1/16) |
| --- | ---------------- | -------- | ----------------------- | ---------------- | ---------- | ------------------- |
| 1   | Bourdon          | 1783     | Matthäus III. Edel      | 1.820            | 3.625      | a0 +11              |
| 2   | Amour            | 2009     | Glockengießerei Bachert | 1.478            | 2.075      | cis1 +11            |
| 3   | Foi              | 2009     | Glockengießerei Bachert | 1.293            | 1.549      | e1 +8               |
| 4   | Espérance        | 2009     | Glockengießerei Bachert | 1.155            | 1.094      | fis1 +10            |
| 5   | Notre Père       | 1810     | Glockengießerei Edel    | 919              | 435        | gis1 +2             |
| 6   | Témoins ensemble | 2009     | Glockengießerei Bachert | 981              | 728        | a1 +11              |

Seit dem Mittelalter ist es Tradition, dass die Glocken der Thomaskirche immer fünf Minuten vor denen des Münsters läuten, um diese weder zu übertönen noch von diesen übertönt zu werden. Die neuen Glocken wurden aus diesem Grunde auch annähernd auf das Geläut des Münsters abgestimmt, „um Religionskriege zu vermeiden“.